# Thomas-François de Grace
Thomas François de Grace (* 1713 in Paris; † 28. November 1798 ebenda) war ein  französischer Agrarwissenschaftler und Schriftsteller.

## Leben
Thomas François de Grace trat nach der Beendigung seines Schulunterrichts in das irische Regiment Clare ein, bei dem sein Vater als Hauptmann diente. Er nahm aber bald seinen Abschied, da ihm die militärische Laufbahn nicht zusagte. In der Folge setzte er seine Studien fort und eröffnete in Paris eine private Unterrichtsanstalt. Der bekannte Gelehrte Nicolas Fréret, der de Grace kennenlernte und dessen Kenntnisse zu schätzen wusste, verschaffte ihm die Stelle des zweiten Sekretärs bei der Académie des inscriptions et belles-lettres, die er bis zu deren Aufhebung behielt und von der er lebte, da seine Bedürfnisse sehr bescheiden waren.
In den Mußestunden, die ihm sein Amt in reichlichem Maß ließ, beschäftigte sich de Grace mit literarischen Arbeiten und der Botanik, die er gründlich verstand und durch die Pflege seltener Blumen und ausländischer Pflanzen zu fördern versuchte. Die Ergebnisse seiner Beobachtungen legte er jährlich in einer Übersicht nieder, die er im Almanach du bon jardinier (Paris 1783–1796) herausgab. Auch leitete er von 1766 bis 1770 das Journal d’agriculture, du commerce et des finances. Gleichzeitig verfasste er zahlreiche Beiträge für das Journal de Verdun und bereits ab 1769 für das Journal de médecine. Ferner gab er den zweiten und dritten Band der Tables de Mémoires de l’Académie des inscriptions in Druck.
Seine Übersicht der Geschichte und Chronologie sowie der Grundregeln der französischen Sprache, die ursprünglich zur Erleichterung des Schulunterrichts bestimmt war, erschien unter folgendem Titel:
- Tableaux historiques et chronologiques de l’histoire ancienne et du moyen âge, des principaux pays de l’Asie, de l’Afrique et de l’Europe, avec un précis de la mythologie grecque, expliquée d’après Hésiode, et un tableau des principes généraux de la langue française, Paris 1789

Ebenso enthält seine Abhandlung über den Ursprung der französischen Monarchie (Lettre sur l’origine de la monarchie française, erschienen im Mercure, Mai 1765) einige treffliche Andeutungen. Gründliche Kenntnisse bewies de Grace in seiner neuen, aber durch ungewöhnlich viele Druckfehler entstellten Ausgabe der französischen Übersetzung von Samuel von Pufendorfs Einleitung in die Historie der vornehmsten Reiche und Staaten (Introduction à l’histoire moderne, générale et politique de l’univers, commencée par le baron de Putendorf, augmentée par Antoine-Augustin Bruzen de La Martinière. Revue, considérablement augmentée, corrigée par les meilleurs auteurs et continuée jusqu’en 1750 par M. de Grace, 8 Bände, Paris 1753–1759). Diese Edition bereicherte er mit zahlreichen, aus den Mémoires de l’Académie des inscriptions sowie den Schriften von Fréret und Hénault entlehnten Erläuterungen. Er veröffentlichte auch eine Bearbeitung des Handbuchs der praktischen Landwirtschaft von Sarcey de Sutières (École d’agriculture pratique suivant des principes de M. Sarcey de Sutières, Paris 1770; neue Auflage ebd. 1796).
De Grace war auch königlicher Zensor. Infolge der Französischen Revolution verlor er nicht nur dieses Amt, sondern auch seine Stelle bei der Académie des inscriptions et belles-lettres. Zuletzt büßte der tätige Mann auch noch seine Sehkraft ein. Er wäre während seiner letzten Lebensjahre großem Elend preisgegeben gewesen, wenn nicht zwei seiner einstigen Schüler, Pierre Bénézech und Nicolas-Louis François de Neufchâteau, die nacheinander 1795 bzw. 1797 Innenminister wurden, ihn als früheren Zensor mit einer Pension bedacht hätten. Er starb am 28. November 1798 im Alter von 85 Jahren in Paris.